# Альберсдорф (Гольштейн)
Альберсдорф (нем. Albersdorf) — община в Германии, в земле Шлезвиг-Гольштейн.
Входит в состав района Дитмаршен. Подчиняется управлению Миттельдитмаршен. Население составляет 3464 человека (на 31 декабря 2010 года). Занимает площадь 17,13 км².